# Okurayamaschans
De Okurayamaschans is een skischans in het Japanse Sapporo.

## Geschiedenis
Op dezelfde locatie werd er al een schans gebouwd in 1931. Het ging om een K60-schans die vernoemd werd naar baron Kishichiro Okura. Voor de Olympische Winterspelen van 1972 werd in 1969 een 90 m-schans gebouwd. In 1991 werd de schans dan verlengd naar 120 m. In 2007 werden op de Okurayamaschans de wereldkampioenschappen noords skiën gesprongen.
Elk jaar wordt er ook een wedstrijd gehouden in het kader van de Wereldbeker schansspringen.